# Punta de Leiva
Punta de Leiva es una población del municipio Miranda (Zulia). Pertenece a la  Parroquia Altagracia.

## Ubicación
Se encuentra entre Punta de Piedra al norte, el lago de Maracaibo al oeste y al sur y El Mecocal al este.

## Zona Residencial
El pueblo se encuentra en una península del mismo nombre dentro del Lago de Maracaibo. Dedicado a la pesca y la petroquímica, desde sus costas se divisan las islas  Providencia y el Hijacal.

## Economía
La pesca y el comercio fueron desde hace siglos la principal fuente de ingresos del pueblo, conectado por vía lacustre con las islas del lago y con Maracaibo. También existen instalaciones petroquímicas en la localidad.

## Vialidad
Su vía principal es la carretera que va de  Santa Rita a Los Puertos de Altagracia, también tiene varias calles secundarias.

## Sitios de Referencia
- EB General Luis Celis
- Planta de Gases Unidos
- Iglesia San Benito